# 1011 (عدد)
1011 هو عدد صحيح، يلي العدد 1010 وويسبق العدد 1012.

## في الرياضيات

### خصائص
- عدد طبيعي.[3]
- عدد فردي.[4]
- عدد موجب،[5] السالب منه هو -1011.[6]

## في التاريخ
- 1011 هـ هي سنة في التقويم الهجري.
- هي سنة 1011 م في التقويم الميلادي.

## وصلات خارجية
الأعداد الصاتمة، ديوان اللغة العربية.